# Ochthebius judemaesi
Ochthebius judemaesi är en skalbaggsart som beskrevs av Juan A. Delgado och Manfred A. Jäch 2007. Ochthebius judemaesi ingår i släktet Ochthebius och familjen vattenbrynsbaggar. Inga underarter finns listade i Catalogue of Life.